# Tamuraspis malloti
Tamuraspis malloti är en insektsart som beskrevs av Sadao Takagi 1989. Tamuraspis malloti ingår i släktet Tamuraspis och familjen pansarsköldlöss.
Artens utbredningsområde är Nepal. Inga underarter finns listade i Catalogue of Life.